# Devoniano medio
| Carbonifero                                                                                         | Mississippiano | Tournaisiano | Più recente |
| Devoniano                                                                                           | Superiore      | Famenniano   | 372,15±0,46 |
| Devoniano                                                                                           | Superiore      | Frasniano    | 382,31±1,36 |
| Devoniano                                                                                           | Medio          | Givetiano    | 387,95±1,04 |
| Devoniano                                                                                           | Medio          | Eifeliano    | 393,47±0,99 |
| Devoniano                                                                                           | Inferiore      |              |             |
| Devoniano                                                                                           | Emsiano        | 410,62±1,95  |             |
| Devoniano                                                                                           | Praghiano      | 413,02±1,91  |             |
| Devoniano                                                                                           | Lochkoviano    | 419,62±1,36  |             |
| Siluriano                                                                                           | Pridoliano     | -            | Più antico  |
| Suddivisione del sistema del Devoniano secondo la Commissione internazionale di stratigrafia (ICS). |                |              |             |

Nella scala dei tempi geologici, il Devoniano medio rappresenta la seconda delle tre epoche o serie stratigrafiche in cui è suddiviso il Devoniano, che a sua volta è il quarto dei sei periodi in cui è suddivisa l'era del Paleozoico.
Il Devoniano medio è compreso tra 397,5 ± 2,7 e 385,3 ± 2,6 milioni di anni fa (Ma), preceduto dal Devoniano inferiore e seguito dal Devoniano superiore.

## Suddivisioni
Il Devoniano medio è suddiviso in due stadi stratigrafici:
- Givetiano: da 391,8 ± 2,7 a 385,3 ± 2,6 milioni di anni fa (Ma)
- Eifeliano: da 397,5 ± 2,7 a 391,8 ± 2,7 milioni di anni fa (Ma)

## Definizioni stratigrafiche e GSSP
La base del Devoniano medio coincide con quella del suo primo stadio, l'Eifeliano, ed è definita dalla prima comparsa negli orizzonti stratigrafici dei conodonti della specie Polygnathus costatus partitus. I conodonti della specie Icriodus corniger retrodepressus fanno la loro comparsa nella parte bassa della zona del P. partitus. Questo conodonte è facilmente riconoscibile e permette correlazioni con le sequenze nelle Ardenne, in Spagna e Inghilterra.

### GSSP
Il GSSP, il profilo stratigrafico di riferimento della Commissione Internazionale di Stratigrafia, è localizzato a circa 21 metri al di sopra della sezione esposta nel Wetteldorf Richtschnitt, vicino alla città di Schönecken-Wetteldorf, nelle colline dell'Eifel, in Germania.